# Dogma
Il termine dogma (o domma) è utilizzato generalmente per indicare un principio fondamentale di una religione, o una convinzione formulata da filosofi e posta alla base della loro dottrina, da considerarsi e credere per vero, quindi come un assioma o postulato non soggetto a discussione da chi si reputa loro seguace o fedele. Il termine può essere applicato in senso estensivo a discipline diverse da quelle religiose.

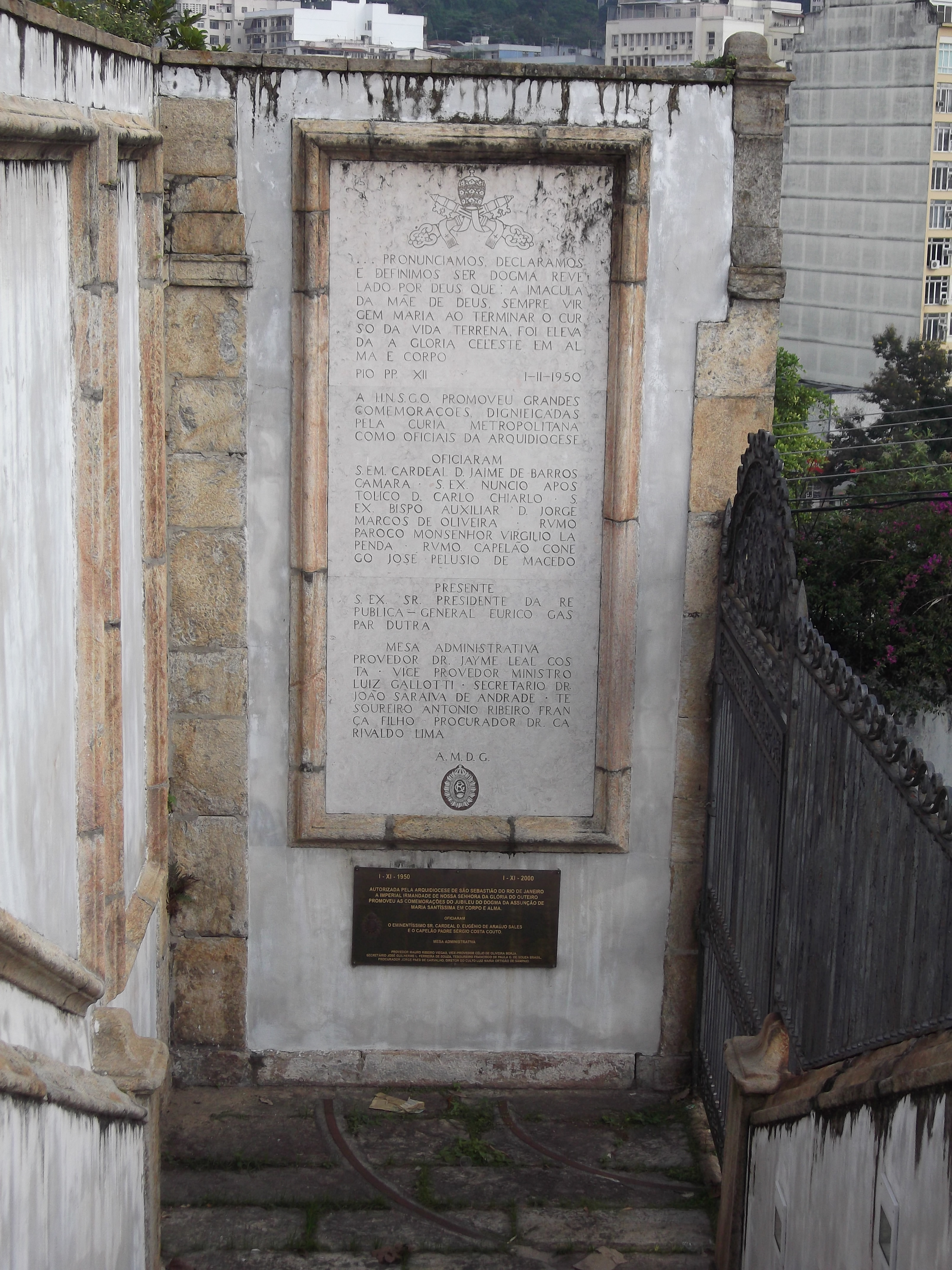
Targa commemorativa della proclamazione del dogma dell'Assunzione di Maria.

## Etimologia
La parola dogma deriva dal greco δόγμα, dógma; essa deriva dal verbo δοκέω, dokéo (parere,sembrare,opinare) del greco antico.
La parola δόγμα, dògma ha tre significati:
1. opinione, parere;
2. pensiero, dottrina filosofica; dottrina religiosa;
3. decisione, giudizio, decreto;

L'espressione δόγμα ποιεῖσθαι, dógma poieisthai significa: deliberare, emettere un decreto, usato anche nei decreti imperiali.
È a questa espressione che bisogna riferirsi quando si parla di "dogma della Chiesa". Si tratta di un pronunciamento del Papa o di un Concilio in unione con il Papa, per definire espressamente una verità di fede, talvolta oggetto di precedente discussione.

## Nella Bibbia
La parola dogma e il verbo dokein ricorrono poche volte nella Bibbia: Luca 2,1, Atti 17,7, Efesini 2,15 e Colossesi 2,14 (riferiti alla legge veterotestamentaria, fatta di prescrizioni e decreti); Atti 2,16 (Concilio di Gerusalemme, unico riferimento con l'accezione moderna di "assumere decisioni, decretare"); 15,2 At (riporta il verbo all'aoristo: abbiamo deciso noi e lo Spirito Santo ).

## Il dogma nella religione
I dogmi religiosi propriamente detti si rifanno alla fede. Forse il vertice dell'esposizione organizzata del dogma teologico è la Summa Theologiae di San Tommaso d'Aquino, che propone questa relazione tra fede e obiezione: "Se il nostro avversario non crede alla rivelazione divina, non vi è più alcun mezzo di provare gli articoli di fede col ragionamento, ma solo di rispondere alle sue obiezioni – se ne ha – contro la fede".
In religioni come il Cristianesimo o l'Islam per dogma si intende un'affermazione che deriva da una rivelazione di Dio, e che può essere esplicita o implicita nella rivelazione. Il termine dogma viene assegnato a punti fermi teologici che sono considerati parte di un patrimonio dottrinale definitivo, anche se talvolta ottenuto a seguito di controversie (come le dispute cristiane sulla Trinità), al punto che una loro proposta di discussione o revisione significa che la persona non accetta più una certa religione come sua, o che è entrata in un periodo di crisi personale. Il dogma è distinto dalle opinioni teologiche nel senso che queste ultime non sono state oggetto di definizione da parte dell'autorità. Esistono dei criteri per determinare i dogmi: ad esempio nel cristianesimo un criterio tradizionale per stabilire se una dottrina è verità di fede è che essa sia stata creduta "da tutti, da sempre, ovunque", stabilendo quindi come parametri validi l'antichità e il consenso universale. I dogmi possono essere ulteriormente chiarificati ed elaborati, ma non negati. Il rifiuto del dogma può portare all'esclusione dalla partecipazione al culto, anche se l'esercizio di tale pratica è variato notevolmente a seconda dei periodi e delle comunità religiose.

### I dogmi nel Cristianesimo
Nella teologia cristiana, la verità dogmatica può solo discendere dalla rivelazione divina, in modo diretto o indiretto. Studiata dall'omonima disciplina, essa ha la funzione di fornire delle indicazioni di fede o di morale, chiare e certe una volta per tutte, su di un determinato argomento, pur non trattandosi necessariamente di verità scientificamente o storicamente dimostrabili, che devono quindi in tal caso essere accettate solo avendo fiducia nell'interpretazione della Chiesa.
Coloro che non prestano il loro assenso alle verità di fede o di morale definite come dogmi, si autoescludono dalla comunità ecclesiale e vengono definiti eretici, cioè persone che hanno scelto una parte e non il tutto.
Nella definizione storica e nello sviluppo dei dogmi di fede, hanno avuto grande importanza le controversie e i dibattiti sorti soprattutto nei primi secoli. Per risolvere tali controversie, sempre più frequenti, anche a motivo del diffondersi del cristianesimo e del suo incontro con altre culture e religioni, vennero indetti successivi concili ecumenici per definire l'ortodossia, risolvere tali controversie e porre fine agli scismi all'interno della Chiesa. Il risultato di tali assemblee e delle diverse posizioni che si andavano delineando sono formulazioni sintetiche di confessioni di fede (dette anche credo), di cui la più teologicamente significativa è il simbolo niceno-costantinopolitano.
Non tutto ciò che venne deciso nell'ambito dei concili ebbe ed ha valore dogmatico ma solamente quanto espressamente indicato come tale, e i dogmi della Chiesa cattolica possono anche essere proclamati come tali dal solo papa anche indipendentemente da un concilio.
Il termine stesso, presente nel Nuovo Testamento col significato di "editto" e di "prescrizione", sia contenuto nella legge veterotestamentaria, sia promanante dall'autorità della Chiesa, col consenso della comunità e sotto l'influsso dello Spirito, assume nel I secolo un'accezione prevalentemente disciplinare.
Dai secoli II-III, assume il significato di regola di fede antica e definitiva (negli apologisti e soprattutto in Lerino, sec. V). Ma nella teologia cattolica i dogmi sono sempre proposizioni che enunciano verità che fanno parte del deposito rivelato (contenuto nelle Scritture e nelle tradizioni) e sono, solo in quanto tali, proposte dal magistero ecclesiastico.
Nel XVI secolo Melchor Cano, riscoprendo Vincenzo di Lerino, fornì la prima definizione di dogma, inteso come una verità rivelata che gli Apostoli hanno consegnato alla Chiesa e che è stata trasmessa da un concilio ecumenico, da un Papa o dal Consensus fidelium.
Per gran parte della cristianità orientale, vengono considerati autorevoli i primi due, tre o sette concili ecumenici (a seconda che uno sia nestoriano, monofisita o cristiano ortodosso). I cattolici considerano autorevoli e con valore dogmatico anche le decisioni prese dai 14 concili ecumenici successivi e alcune definizioni promulgate dai Papi nell'esercizio dell'infallibilità papale (come l'assunzione di Maria). I protestanti in varie forme accettano parte di queste dichiarazioni, e spesso si affidano a "confessioni di fede" specifiche per ogni chiesa, che riassumono i dogmi più importanti o controversi (si veda, ad esempio, il Liber Concordiae luterano).
I 10 dogmi espliciti della Chiesa cattolica (secondo essa possono essere promulgati solo se si ha avuto effettiva fede nel loro contenuto già nella chiesa antica):
- 1. Unità e Trinità di Dio in Tre Persone Divine (Concilio di Nicea, 325);
- 2. Gesù è la seconda Persona Divina, incarnato, morto e risorto (Concilio di Nicea, 325);
- 3. Maria è Madre di Dio perché madre di Gesù che è Dio (Concilio di Efeso, 431);
- 4. Gesù Cristo è vero Dio e vero uomo (Concilio di Efeso, 431);
- 5. Nascita verginale di Gesù (Secondo Concilio di Costantinopoli, 553);
- 6. Esistenza del Purgatorio, Inferno e Paradiso (per il solo Purgatorio, Concilio di Lione, 1274);
- 7. Transustanziazione (Presenza reale di Cristo nell'eucaristia) (Matteo 26:26 e paralleli; dogma confermato nel Concilio di Trento, 1545-1563);
- 8. Immacolata Concezione di Maria (Costituzione apostolica Ineffabilis Deus di Papa Pio IX, 1854);
- 9. Infallibilità papale, quando parla ex cathedra in materia di fede e di costumi (Concilio Vaticano I, 1870);
- 10. Assunzione di Maria in anima e corpo (Costituzione dogmatica Munificentissimus Deus di Papa Pio XII, 1950).

Il 29 giugno 1998 la Congregazione per la dottrina della fede ha emanato un commento dottrinale alla Professione di fede che afferma che nel Magistero esistono diversi livelli di insegnamento il più alto dei quali è il dogma. Il documento dichiara esplicitamente che esistono verità definitive e ultime che non sono ancora formulate come dogmi, ma che potrebbero esserlo in futuro. Una delle proposte di formulazione dogmatica più discusse è quella per Maria Mediatrice e Corredentrice, per la quale l'8 febbraio 2008 cinque cardinali e più di 500 vescovi hanno sottoscritto una petizione di firme indirizzata a Benedetto XVI.

### Dogmi politici e sociali
Ideologie politiche tendenzialmente o effettivamente totalitarie originano la formazione di partiti o di Stati ferreamente organizzati, nei quali non è ammesso alcun dissenso né ideale rispetto alla dottrina, né operativo rispetto alla prassi enunciate dogmaticamente dal capo assoluto (si pensi a Stalin o Hitler, nel fascismo c'era l'usanza del saluto al Duce, assente nel contesto). I dissenzienti vengono processati da organismi inquisitoriali e subiscono condanne e pene che vanno dall'espulsione, all'ostracismo, alla carcerazione e alla morte.
Mentre il dogma religioso è immutabile nell'eternità, il dogma politico cambia nel tempo: il capo assoluto diventa la fonte della verità, e quindi può anche permettersi di creare verità opposte, e nel tempo di passare dall'una all'altra, senza dover rendere conto ai sudditi, i quali a loro volta professeranno come verità ciò che di volta in volta viene ordinato dal capo. Ma anche ideologie politiche di segno opposto hanno i loro dogmi. Ad esempio oggi, l'apparente trionfo del liberalismo ha reso sempre più difficile esprimere opinioni personali in contrasto con l'opinione pubblica.

## Il dogma nella scienza
Malgrado le apparenti similitudini con quelli religiosi, i dogmi usati dalla matematica e dalle scienze che si appoggiano ad essa (come la fisica) sono concettualmente molto diversi.
Mentre i primi sono verità assolute da accettare per fede, i secondi hanno solo lo scopo di porre le basi per una teoria. Gli assiomi, postulati o "dogmi" della scienza sono, per definizione, enunciati di cui si ipotizza la verità; sono un punto di partenza per creare una teoria scientifica utile (con possibili applicazioni pratiche) e coerente (priva di contraddizioni). Non sono veri in senso assoluto, se per vero intendiamo qualcosa di dimostrabile come corrispondente alla realtà; non sono nemmeno immutabili come quelli religiosi, anzi, si possono costruire nuove teorie aggiungendo, togliendo o modificando assiomi dallo schema di partenza. Non c'è alcun problema a cambiare anche gli assiomi apparentemente più "ovvi" (secondo il senso comune), purché il sistema assiomatico che ne deriva non diventi contraddittorio. Un classico esempio di modifica è quello dato dalla definizione delle geometrie non euclidee, che nascono modificando il quinto postulato di Euclide e generano, quindi, nuove teorie differenti da quella originaria, ma tutte ugualmente valide. Quale sia, poi, tra queste la teoria geometrica da applicare al mondo reale è una mera questione di convenienza: quella che predice risultati compatibili con il maggior numero delle osservazioni sperimentali sarà quella accettata (provvisoriamente) dalla comunità scientifica. Un esempio di aggiunta di assioma è il postulato dell'invarianza della velocità della luce nel vuoto introdotto nella teoria della relatività, che ha dato il via a una delle più importanti rivoluzioni nella fisica moderna. Una rimozione, invece, è stata quella dell'assioma della scelta dalla teoria degli insiemi di Zermelo, assioma che Cohen nel 1963 dimostrò essere indipendente dagli altri (cioè non è possibile dimostrarne né la verità né la falsità dando per buoni tutti gli altri): molti matematici preferiscono fare a meno di questo postulato nelle dimostrazioni di teoremi, a meno che non sia assolutamente indispensabile per giungere alla tesi.
Talvolta in alcune branche della scienza come la biologia si usa il termine dogma in senso improprio, per indicare un'ipotesi particolarmente importante ritenuta vera dalla maggioranza della comunità scientifica. Un tipico esempio è il cosiddetto dogma fondamentale della biologia sulla monodirezionalità del flusso di informazione dal DNA all'RNA e alle proteine (un'ipotesi ritenuta vera in principio, ma che è stata confutata dalla scoperta dei retrovirus).
Molti sistemi di pensiero non solo religiosi, ma anche filosofici e politici, sono a volte descritti come "dogmi". Secondo il filosofo Kant, il modo dogmatico di pensare consisterebbe in una fiducia cieca nella capacità della ragione di espandere un concetto a priori sulla base di connessioni arbitrarie, sulle quali non viene esercitata alcuna critica.
I dogmi, intesi in tal senso come verità assolute indiscutibili o inconfutabili, sono perciò rigettati da altri sistemi filosofici quali il razionalismo e lo scetticismo, perché la loro assunzione viene ritenuta in contrasto col modo di procedere del metodo scientifico. Questo atteggiamento può avere come ulteriore conseguenza il rifiuto della metafisica; significativa a tal proposito è una famosa affermazione del filosofo scozzese David Hume: "Se ci capita per le mani qualche volume, per esempio, di teologia o metafisica scolastica, domandiamoci: contiene qualche ragionamento sperimentale su questioni di fatto e di esperienza? No. E allora gettiamolo nel fuoco, perché non contiene che sofisticherie e inganni".
Essendo visto come "contrario alla scienza", a partire dall'epoca illuminista il termine "dogma" è stato (ed è tuttora) spesso usato con una forte accezione negativa, quasi come sinonimo di "pregiudizio"; ma non mancano i casi in cui ad esso viene associato un significato positivo. Secondo la definizione di Pierre Hadot (presente nell'opera La cittadella interiore) il dogma è «un principio universale che fonda e giustifica una certa condotta pratica, e che si può formulare in una o più proposizioni»: con questa affermazione egli intende dire che alcuni sistemi filosofici, come le dottrine stoiche, siano fondati su dogmi logicamente sensati riguardanti la natura ultima della realtà.
Un altro esempio positivo, contrario ad un utilizzo esclusivamente negativo del termine "dogma", lo si può trovare in Victor Hugo quando scriveva a proposito del motto della Rivoluzione francese: «Libertà, uguaglianza e fraternità sono dogmi di pace e di armonia. Perché conferire ad essi un'accezione spaventosa?».
Anche la psicologia della religione è interessata a studiare l'emergere di atteggiamenti dogmatici negli individui, esaminando, da un lato, l'influenza che i sistemi di una fede religiosa possono esercitare sulla strutturazione della personalità; e dall'altro il modo in cui il soggetto si appropria attivamente e criticamente dei contenuti del dogma.

### Idealismo e dogmatismo
La distinzione tra idealismo e dogmatismo è stata elaborata in particolare dal filosofo tedesco romantico Johann Gottlieb Fichte. Il termine "dogmatismo" lo si deve già, come si è visto, al filosofo tedesco Immanuel Kant e alla sua Critica della ragion pura, nella quale esso veniva assimilato ad un sistema filosofico che abbia al centro la cosa in sé (o noumeno), e dove il soggetto risulti in secondo piano nella conoscenza. L'idealismo invece, che Fichte considera una prosecuzione del criticismo kantiano, pone il soggetto in posizione predominante. A questi due sistemi egli associa un diverso atteggiamento morale: passività e materialismo per il dogmatismo, libertà per l'idealismo. Essendo Fichte idealista, non può che prediligere quest'ultimo sistema. Non c'è alcun motivo per cui si debba preferire il dogmatismo all'idealismo: è solo una questione di inclinazioni personali. Tuttavia egli ritiene che solo l'idealismo garantisca all'uomo la piena realizzazione del suo essere attraverso la libertà, oltre ad essere l'unico sistema a garantire una conoscenza teoretica vera.
Al giorno d'oggi alcuni autori utilizzano ancora la definizione data da Fichte: con il termine dogmatismo viene indicata quella particolare corrente filosofica (opposta al criticismo e appunto all'idealismo) che facendo derivare il pensiero dall'essere presuppone la supremazia dell'oggetto rispetto al soggetto, della natura sullo spirito. Il maggiore esponente del dogmatismo così inteso è considerato Spinoza. Nel Novecento vi aderì Einstein.